# Аурешть
Аурешть, Аурешті (рум. Aurești) — село у повіті Вилча в Румунії. Входить до складу комуни Орлешть.
Село розташоване на відстані 149 км на захід від Бухареста, 37 км на південь від Римніку-Вилчі, 61 км на північний схід від Крайови, 143 км на південний захід від Брашова.

## Населення
За даними перепису населення 2002 року у селі проживали 310 осіб, усі — румуни. Усі жителі села рідною мовою назвали румунську.